# Schmalkaldische Oorlog
De Schmalkaldische Oorlog (Duits: Schmalkaldischer Krieg) was een oorlog die in 1546 en 1547 werd gevoerd tussen keizer Karel V en de Schmalkaldische Bond, een alliantie van protestantse vorsten en steden in het Heilige Roomse Rijk. De belangrijkste leden van de Bond waren landgraaf Filips van Hessen en keurvorst Johan Frederik van Saksen. Karel V werd gesteund door zijn broer Ferdinand en hertog Maurits van Saksen.
De keizer begon de oorlog om de eenheid van het geloof in het Heilige Roomse Rijk te herstellen en om zijn invloed in het Rijk te versterken. De eerste gevechten vonden plaats in het zuiden van Duitsland, langs de Donau. Vervolgens verplaatste de oorlog zich naar Saksen waar de legers van de keizer de Bond verpletterend versloegen. Johan Frederik en Filips van Hessen werden gevangengenomen en de Schmalkadische Bond werd opgeheven.
Door zijn overwinning bereikte de keizer het toppunt van zijn macht. Met het Interim van Augsburg, dat de keizer op de Rijksdag van 1548 uitvaardigde, probeerde de keizer het katholieke geloof in het hele rijk opnieuw in te voeren, hoewel hij wel een aantal concessies aan de protestanten deed. Het interim werd echter bijna nergens geaccepteerd. Na een opstand in 1552 van een aantal Duitse vorsten, moest Karel V toegeven en werd het interim uitgesteld. Uiteindelijk werd in 1555 de Godsdienstvrede van Augsburg gesloten, waarin het lutheranisme in het Rijk officieel werd toegestaan.

## Voorgeschiedenis
In 1531 werd het Schmalkaldisch Verbond opgericht, een alliantie van protestantse vorsten binnen het Heilige Roomse Rijk. De bond zorgde ervoor de keizer nooit direct te provoceren, maar de aanwezigheid van een protestants verbond binnen het rooms-katholieke Keizerrijk, tastte de eenheid van het rijk aan. Keizer Karel V probeerde de godsdienstkwestie tevergeefs diplomatiek op te lossen. In 1546 verklaarde het Schmalkaldisch Verbond het Concilie van Trente met geweld te willen bestrijden. De keizer stond machteloos, omdat hij zowel met Frans I van Frankrijk als met de Turken in oorlog was. Nadat Karel V in 1544 een vredesverdrag met de Fransen had getekend, de Vrede van Crépy, kon hij zich op de prinselijke oppositie concentreren.

## Begin van de oorlog en de Slag bij Mühlberg
In 1546 bezette hertog Maurits van Saksen de gebieden van keurvorst Johan Frederik I van Saksen om politieke redenen. Maurits was zelf een lutheraan en werd daarom door het Schmalkaldisch Verbond als verrader gezien. Johan Frederik, die zich in Württemberg bevond, trok met zijn leger terug naar Saksen waar hij de Albertijnse gebieden bevrijdde en de Ernestijnse gebieden van Maurits bezette. Hierna trok hij naar Bohemen waar hij tevergeefs steun hoopte te krijgen van de boerenbevolking.
Tegelijkertijd veroverde keizer Karel V tijdens de zogenaamde Donauveldtocht de Schmalkaldische steden Ulm, Konstanz en Biberach. Daarna trok hij naar Bohemen waar de keizerlijke legers de Schmalkaldische strijdkrachten dwongen zich terug te trekken. Aan de Elbe in de buurt van het plaatsje Mühlberg troffen de twee legers elkaar in de Slag bij Mühlberg.
Omdat de Schmalkaldische officieren niet tot overeenstemming konden komen over de te nemen strategische beslissingen, konden de keizerlijke troepen zonder veel moeite de Bond verslaan. Johan Frederik werd tijdens de slag verwond en gevangengenomen.

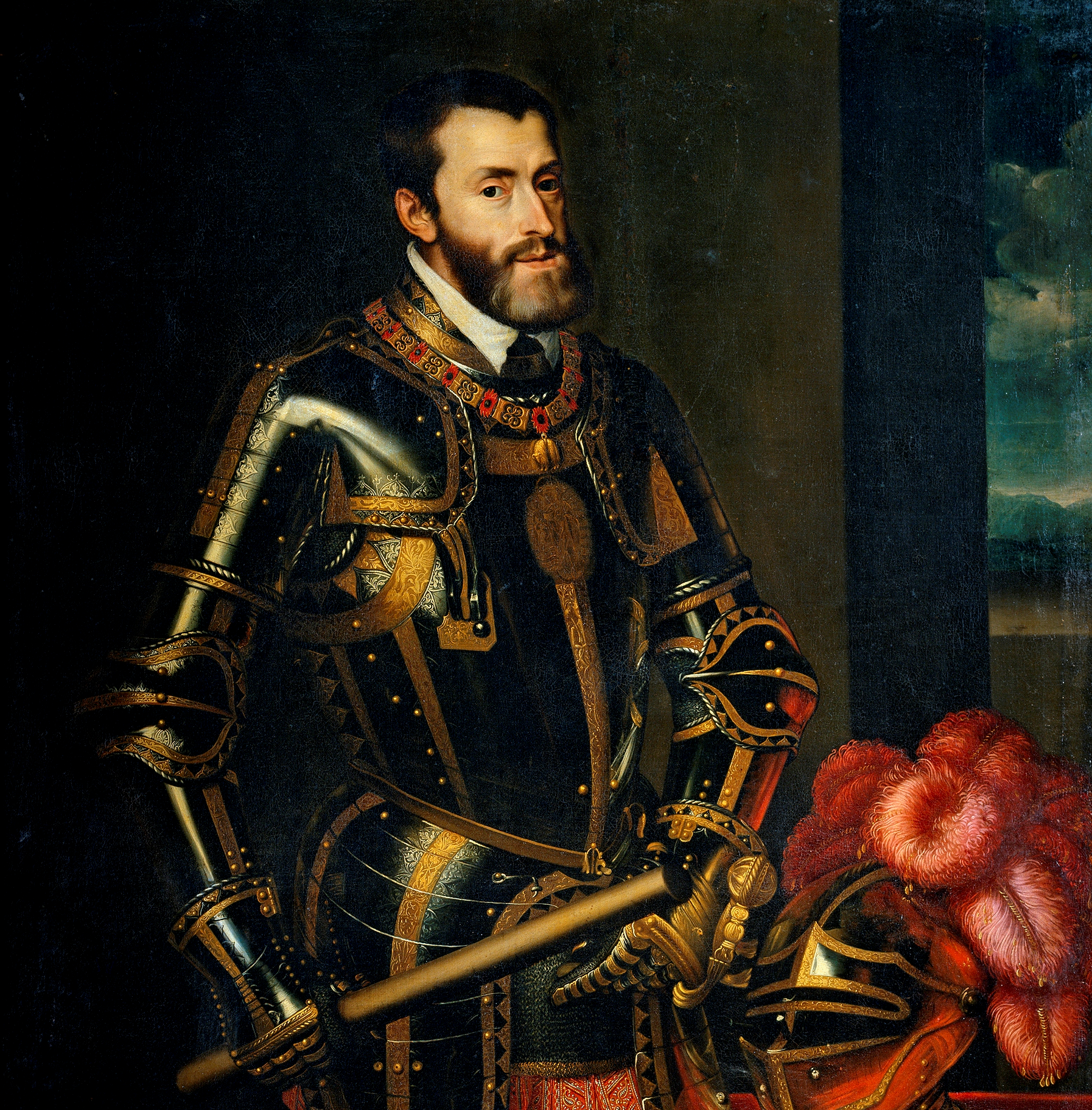
Karel V

## Nasleep
De slag betekende het einde voor het Schmalkadisch Verbond. Alleen de steden Bremen en Maagdenburg bleven zich nog tegen de keizer verzetten. De steden wisten belegeringen door de keizerlijke troepen te weerstaan en weigerden de aan hen opgelegde boetes te betalen.
De door het verbond gevangengenomen katholieke Hendrik II van Brunswijk-Wolfenbüttel werd vrijgelaten en hersteld als hertog van Brunswijk-Wolfenbüttel. Maurits van Saksen kreeg de gebieden van Johan Frederik in bezit en werd daarmee gepromoveerd tot keurvorst.
Hoewel het Karel V gelukt was om de protestantse legers te verslaan, lukte het hem niet om de eenheid in zijn rijk te herstellen en om het katholicisme als staatsgodsdienst geaccepteerd te krijgen. In 1555 werd daarom de Godsdienstvrede van Augsburg getekend waarin werd gesteld dat de religie van de vorst ook de religie van het gebied zou worden.